# Balthasar (I.) von Campenhausen

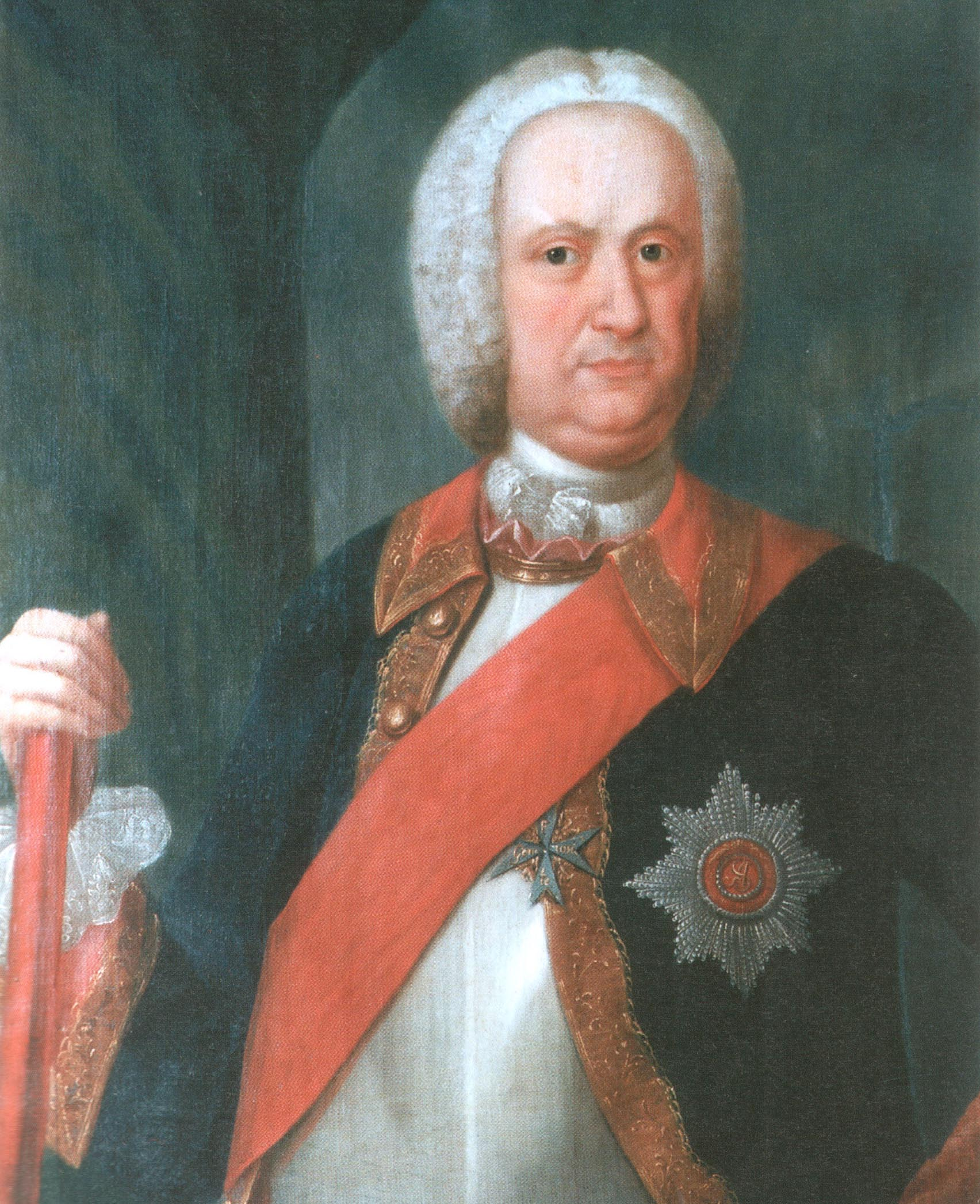
Generalleutnant Balthasar Freiherr von Campenhausen

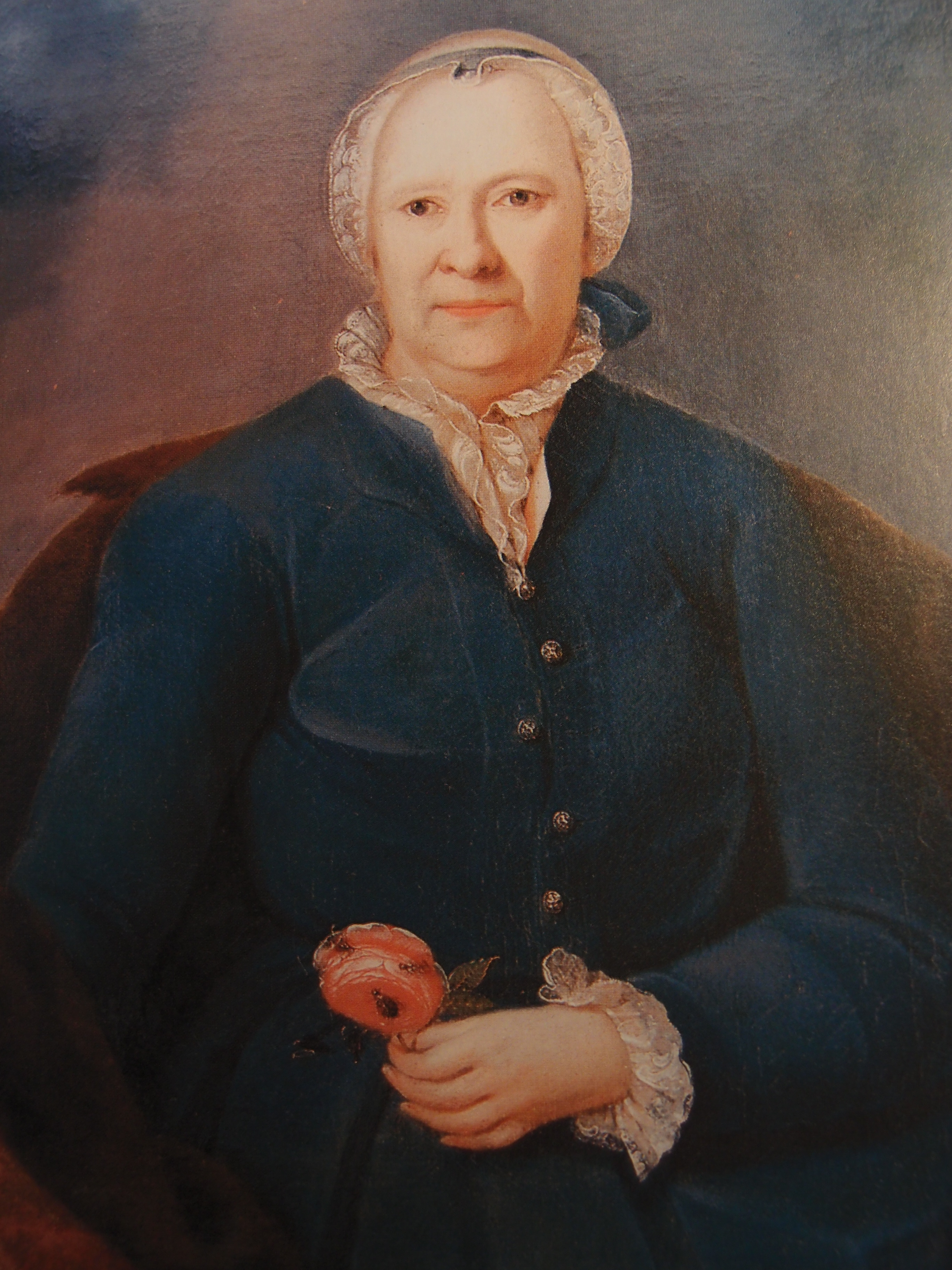
Zweite Ehefrau: Helene Juliane geb. von Straelborn

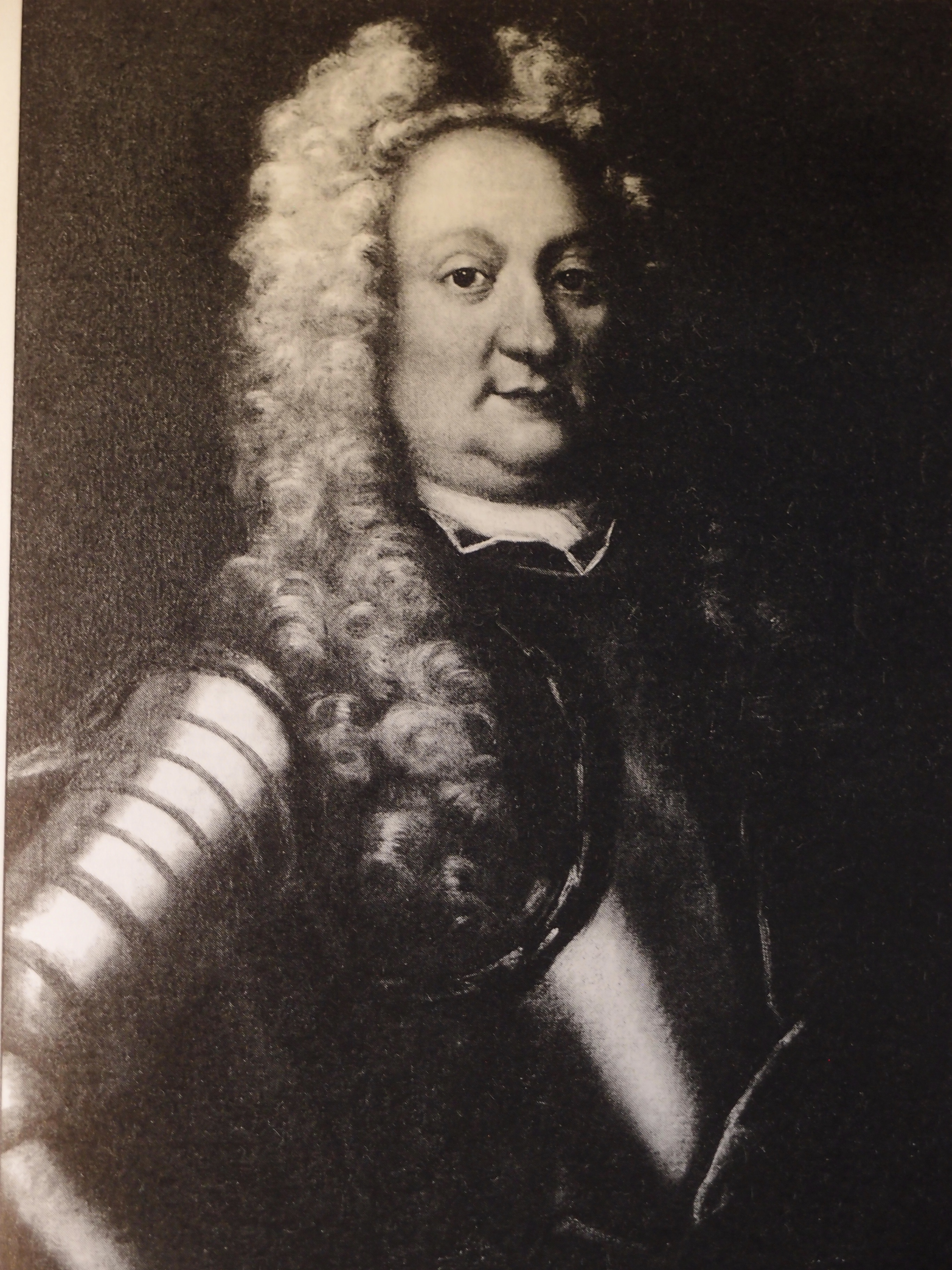
Vater: Oberst Johann Hermann von Campenhausen

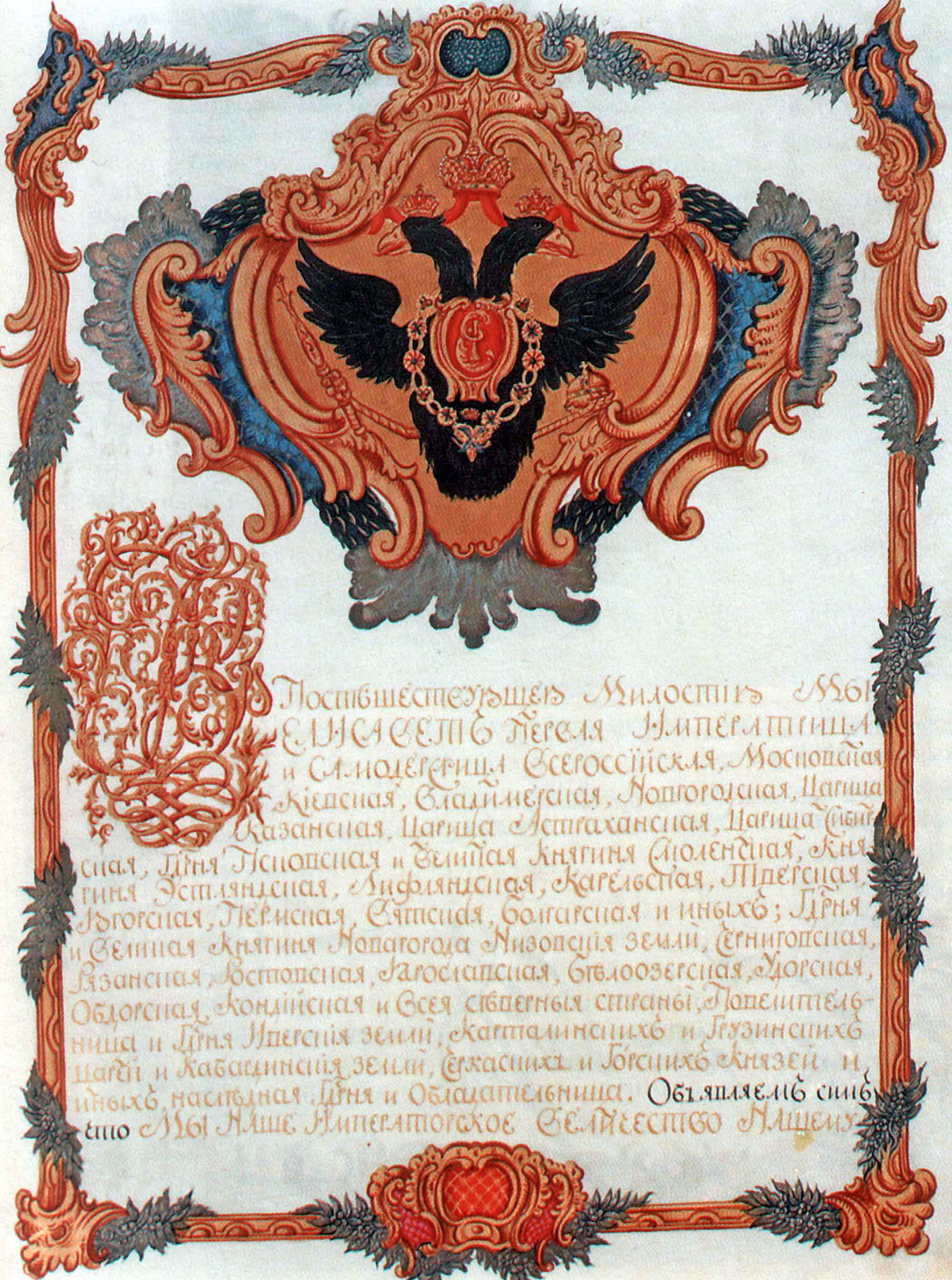
Donationsurkunde der russischen Kaiserin Elisabeth I., 27. Mai 1756

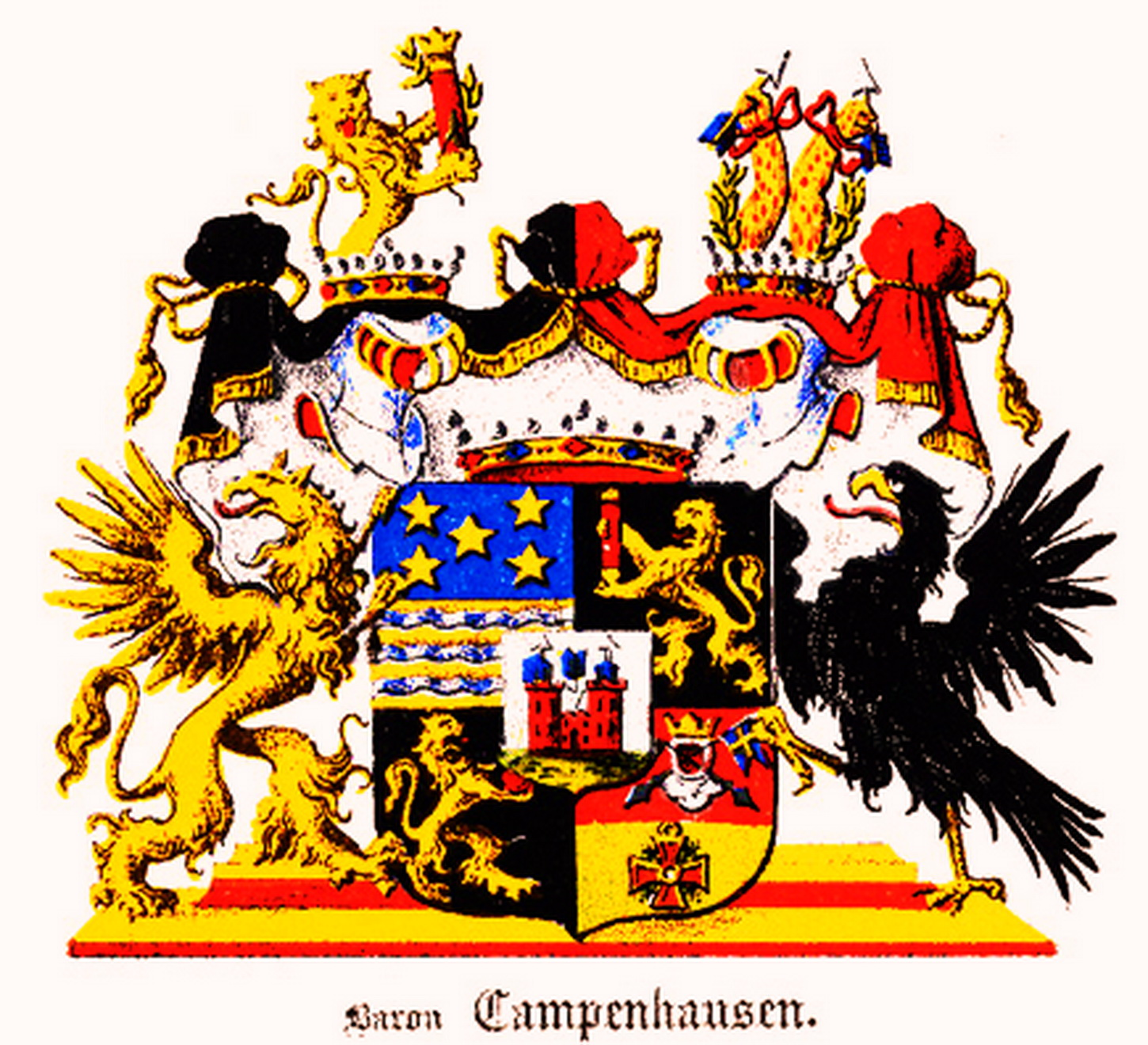
Wappen

Johan Balthasar Freiherr von Campenhausen (russisch Иван Иванович Кампенгаузен; * 30. Juni 1689 in Stockholm; † 28. Februar 1758 in Sankt Petersburg) war ein russischer Generalleutnant und Generalgouverneur Finnlands während der Okkupation 1741–43.

## Familie
Balthasar von Campenhausen war das zehnte von elf Kindern des schwedischen Obristen und Vizekommandanten von Riga Johann Hermann von Campenhausen (* 1641 in Stockholm; † 1705 in Riga) und der Agnes Margaretha, geb. von Gyldenhoff (* 1653 in Johannisberg; † 1703 in Dorpat). Von seinen Geschwistern starben sechs ältere und der jüngere Bruder im Kindesalter; ein Bruder fiel im Großen Nordischen Krieg. Neben Balthasar überlebten nur seine beiden Schwestern und sein Bruder Johann das Kriegsende. Balthasar von Campenhausen war zweimal verheiratet. Aus seiner ersten Ehe mit Margaretha von Liliengreen gingen zwei Töchter und drei Söhne hervor. Nach Margarethas Tod im Jahre 1733 heiratete er 1736 Helene Juliane von Straelborn, die aus dieser Ehe zwei gemeinsame Töchter und einen Sohn – den späteren russischen Senator Balthasar Freiherr von Campenhausen (1745–1800) – hinterließ; zwei ältere Söhne aus dieser Beziehung starben bereits im Kleinkindalter.

## Leben und militärischer Werdegang
Bereits als Knabe im Alter von elf Jahren kämpfte Balthasar im Jahre 1700 auf schwedischer Seite in der Schlacht bei Narva. Von 1703 bis 1704 besuchte er das Lyzeum in Riga und verließ diese Schule als Sekundus. Nach zwei weiteren Jahren Militärdienst trat er in das Regiment Löwenhaupt ein und wurde dort 1707 zum Leutnant befördert. 1708 wurde Campenhausen in der Schlacht bei Lesnaja durch einen Kopfschuss verletzt; vier Monate später stieß er wieder zur kämpfenden Truppe und wurde Major und Trabant des Königs Karl XII. Von nun an kämpfte er in dessen Leibgarde.
Nach der Schlacht bei Poltawa war er zusammen mit König Karl XII. über den Dnepr nach Bender in die damalige Türkei geflüchtet. Im Herbst 1710 wurde er mit geheimen Depeschen nach Schweden ausgesandt, wurde aber von den Russen in Polen festgenommen und gezwungen, in die Dienste Russlands zu treten. Im Jahre 1712 wurde er von den Russen zum Oberst befördert und nahm an den wichtigsten Schlachten des Großen Nordischen Krieges auf russischer Seite teil; dabei wurde er fünfmal schwer verwundet.
1725 kam ihm als ältesten Oberst der Kaiserlich Russischen Armee der Ehrendienst zu, den Sarg Zar Peters des Großen mit zu Grabe zu tragen. 1716 erhielt er die Güter Randen und Walguta zur Arrende (Pacht). 1721 wurde Campenhausen zum livländischen Landrat gewählt; in der Folgezeit wurde er auch livländischer Oberkirchenvorsteher. 1726 beförderten ihn die Russen zum Generalmajor. Im Jahre 1728 erwarb er in Livland das Gut Orellen, das nachfolgend zum Stammgut der Adelsfamilie derer von Campenhausen wurde. 1742 erfolgte seine Beförderung zum Generalleutnant. Nach seinem Abschied aus der kaiserlich-russischen Armee diente er zwei Jahre als Generalgouverneur Finnlands.

## Orden und Ehrenzeichen
- Orden de la Générosité
- Alexander-Newski-Orden

## Donation und Tod
Im Jahre 1744 wurde ihm vom schwedischen König Friedrich der Adelstitel eines Freiherrn verliehen. Von der russischen Kaiserin Elisabeth I. erhielt er für seine Verdienste um Russland das Gut Lentzenhof in Livland.
Im Jahre 1758 verstarb Generalleutnant a. D. Balthasar Freiherr von Campenhausen in Sankt Petersburg.